# Svea Engel
Svea Marie Engel (* 6. Juli 1998 in Höxter-Lütmarsen) ist eine deutsche Schauspielerin.

## Leben
Svea Engel verkörperte von 2013 bis 2014 bei der 16. bis zur 18. Staffel von Schloss Einstein die Rolle der Schülerin Serena Eickner.
Sie besuchte das Evangelische Ratsgymnasium in Erfurt und ging mit Helene Mardicke (spielt Roxy Wildenhahn bei Schloss Einstein) in eine Klasse. Im Sommer 2014 wechselte Engel aus persönlichen Gründen an das Heinrich-Hertz-Gymnasium.

## Filmografie
- 2013: KI.KA LIVE: Schloss Einstein Backstage
- 2013–2014: Schloss Einstein